# كلوديوس س. ويلسون
كلوديوس س. ويلسون (بالإنجليزية: Claudius C. Wilson)‏ هو ضابط أمريكي، ولد في 1 أكتوبر 1831 في مقاطعة إفينغهام في الولايات المتحدة، وتوفي في 27 نوفمبر 1863 في رينغولد في الولايات المتحدة.